# The Girl of Gold Gulch
The Girl of Gold Gulch è un cortometraggio muto del 1916 diretto e interpretato da Tom Mix. Sceneggiato da Cornelius Shea, di genere western, il film fu prodotto dalla Selig Polyscope Company e aveva tra gli altri interpreti Victoria Forde, Joe Ryan, Ed Jones.

## Trama
Jack Wallace e Ned Wilson sono entrambi innamorati di Irene Bolton, la figlia del gestore dell'emporio. Wilson scopre che il suo rivale ha pagato un'opzione sulla miniera di Dick Mullen che, dopo qualche indagine, viene a sapere che è molto promettente. Manda allora a Mullen una nota dichiarandosi pronto a rilevare l'opzione se Wallace non si presenterà puntuale al pagamento. Quando Mullen accetta la sua richiesta, si attiva per fare in modo che Wallace arrivi in ritardo, sabotandogli la diligenza di cui è il conducente. Wallace manda allora al posto suo Irene con il denaro. La ragazza si trova a misurarsi con Wilson in una corsa disperata, riuscendo ad arrivare per prima da Mullen il quale le firma la sospirata concessione.

## Produzione
Il film fu prodotto dalla Selig Polyscope Company.

## Distribuzione
Distribuito dalla General Film Company, il film - un cortometraggio in una bobina - uscì nelle sale cinematografiche statunitensi l'8 luglio 1916 dopo essere stato presentato in prima il 1º luglio.